# Massa (popolo)

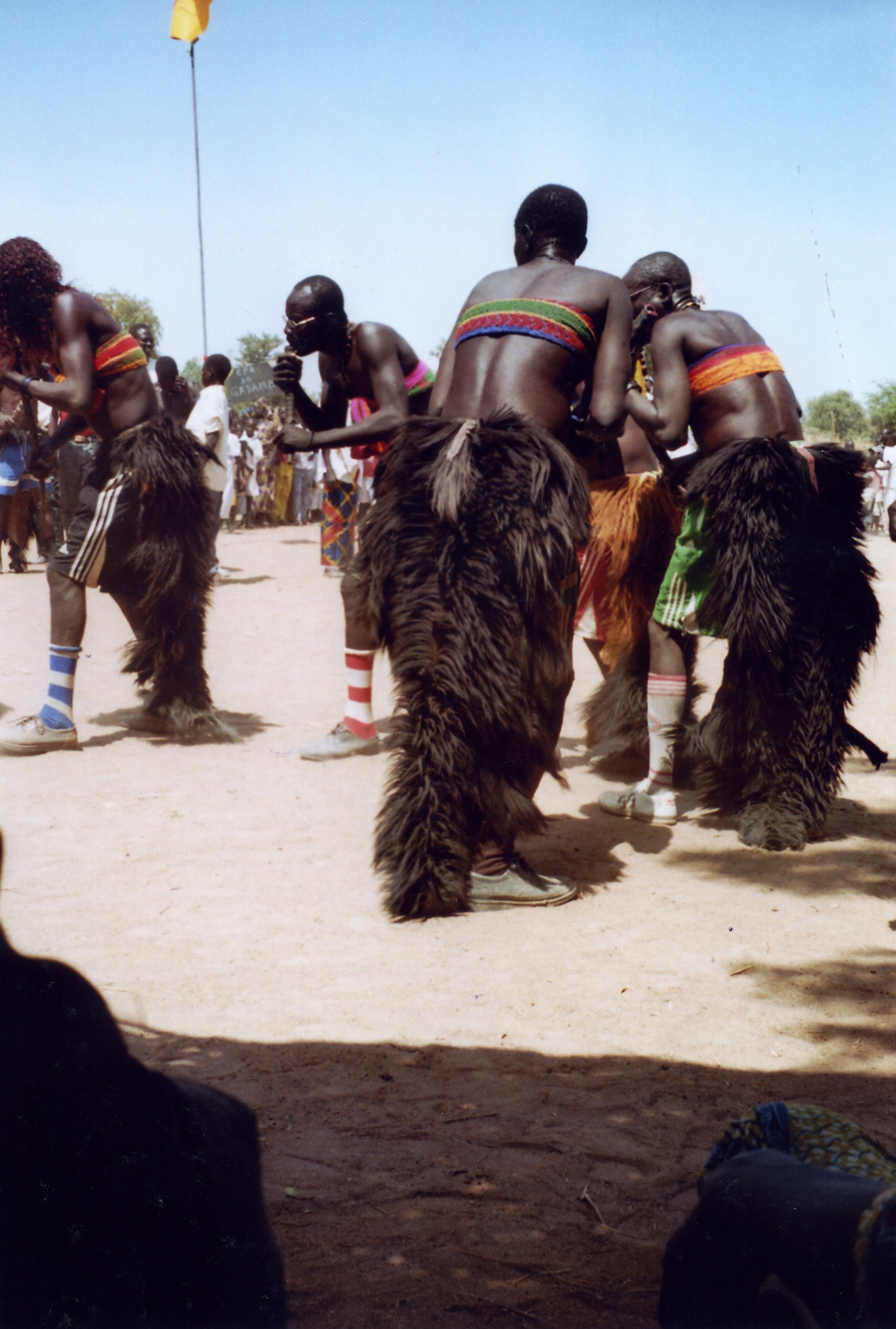
Danza tradizionale Masa

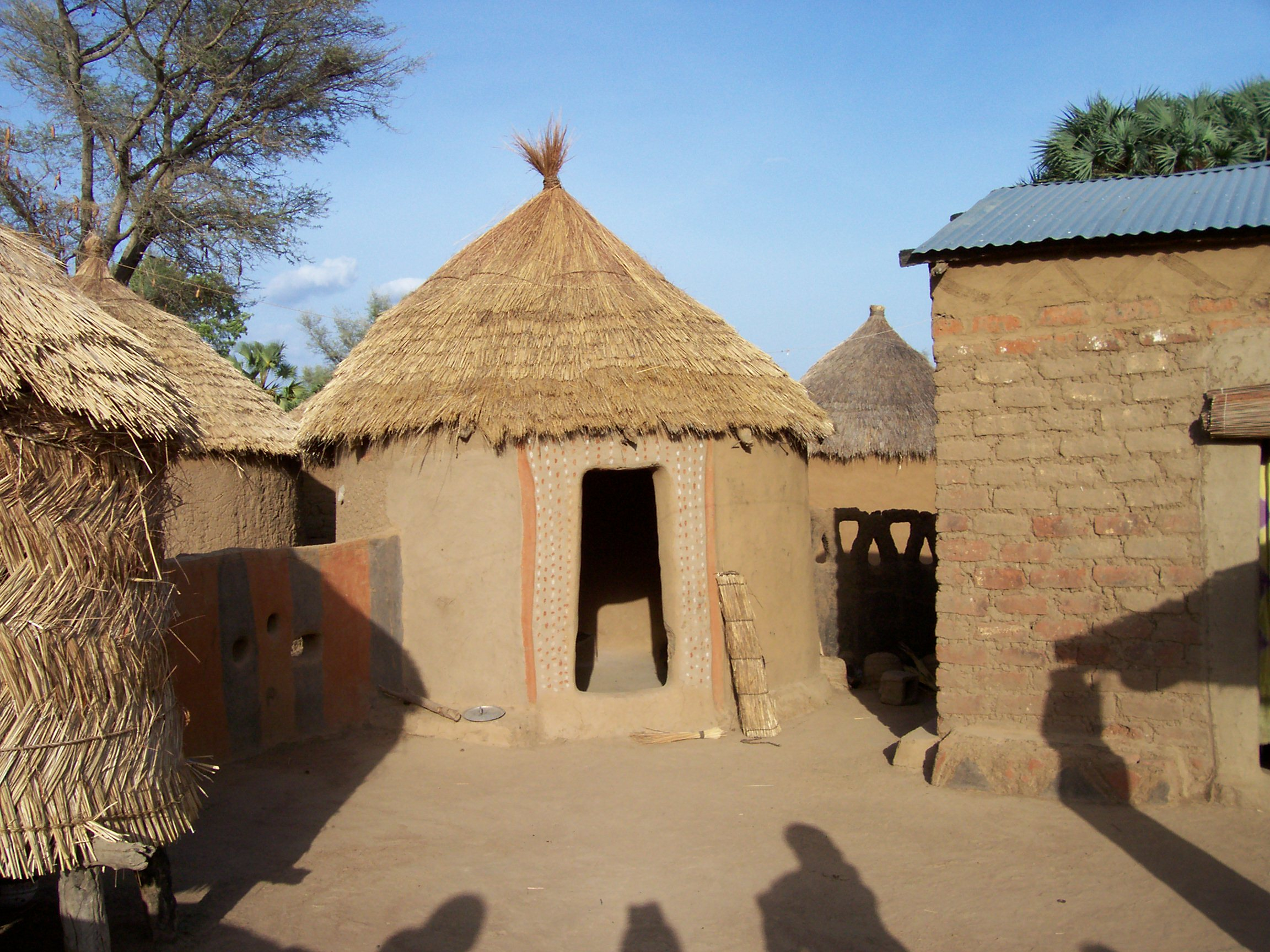
Tipica casa masa

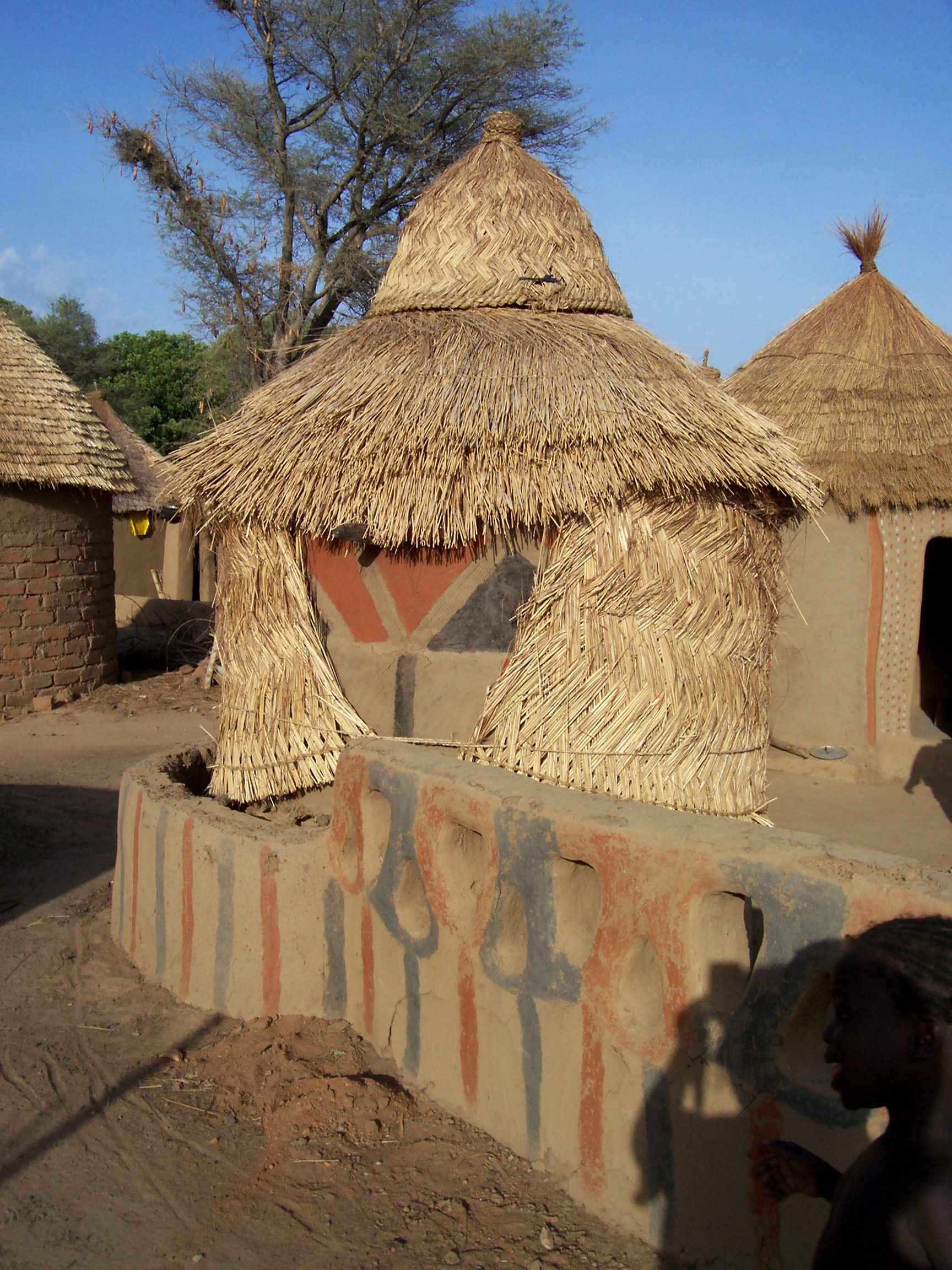
Tipico granaio masa

I Massa o Masa sono un popolo del Ciad e del Camerun, stanziato principalmente lungo il fiume Logone. Le città principali sono Bongor nella Regione di Mayo-Kebbi Est in Ciad e Yagoua nella Regione dell'Estremo Nord in Camerun.

## Lingua
- Le lingue parlate dai Masa sono il masa, il francese e l'arabo

## Religione
- Culto tradizionale - Animismo - (Dio Creatore "Làwnà", Padre degli uomini "Bùm sùmùnà", Divinità e simbolo della terra "Nàgàtà", Divinità del mondo acquatico "Mùnùnnà e Mùnùndà" Lo spirito della morte "Màtnà" ed altre divinità oltre a quelle di lignaggio e personali)
- Cristianesimo (Cattolici e Protestanti)
- Islam (Sunniti)

## Gruppi principali Masa
In Ciad
- Gumay a nord di Bongor fino a Guelendeng;
- Waliya nella zona di Teleme;
- Haara a sud di Bongor;
- Gire (Ciad) a sud degli Haara.

In Camerun
- Bugudum nella zona di Bougoudoum;
- Wailiya nella zona di Yagoua e Saavousou.